# Cytisus maderensis
Cytisus maderensis là một loài thực vật có hoa trong họ Đậu. Loài này được (Lowe) A. Chev. miêu tả khoa học đầu tiên năm 1935.